# Єдрево
Є́древо (болг. Едрево) — село в Старозагорській області Болгарії. Входить до складу общини Николаєво.

## Населення
За даними перепису населення 2011 року у селі проживали 482 особи.
Національний склад населення села:
| Національність   | Кількість осіб | Відсоток |
| ---------------- | -------------- | -------- |
| турки            | 333            | 69,1%    |
| болгари          | 135            | 28,0%    |
| Всього відповіли | 482            |          |

Розподіл населення за віком у 2011 році:
Динаміка населення: